# Björgvin Helgi Halldórsson
Björgvin Helgi Halldórsson (* 16. April 1951) ist ein isländischer Popsänger aus Hafnarfjörður.

## Biografie
Er machte sich einen Namen als Sänger von Bands wie Bendix, Ævintýri, Flowers und Brimkló.
Björgvin vertrat Island beim Eurovision Song Contest 1995, wo er auf Platz 15 kam.
Seit der Frühzeit des Senders Stöð 2 hat Björgvin für diesen als Ansager gearbeitet. Er erhielt den Spitznamen Hin gullna rödd Stöðvar 2 (Die goldene Stimme von Kanal 2). Seine Ankündigungen im TV haben immer die folgende Form: „Farið ekki langt því næst á dagskrá er …“ („Gehen Sie nicht weit weg. Als Nächstes kommt …“)
Der Sänger ist auch für seine arroganten Bemerkungen und Kommentare bekannt. Einige davon gehören zu den Klassikern der mündlichen Überlieferung in Island. Ein Beispiel ist die folgende Antwort, die Björgvin angeblich gab, als ein Taxifahrer sein Geld verlangte (es gibt auch die Variation mit einem Pizzaboten): „Myndirðu rukka Elvis?“ („Würden Sie Geld von Elvis verlangen?“)